# 藤原綱手
藤原 綱手（ふじわら の つなて、8世紀 - 天平12年11月1日（740年11月24日））は、奈良時代の廷臣・武人。藤原式家の祖である参議・藤原宇合の四男（あるいは五男）。無官位、一説に内舎人。
生年は霊亀2年（716年） - 養老6年（722年）頃と推測されている。天平12年（740年）北九州において長兄藤原広嗣の反乱に加わり、筑後国・肥前国等の5000の兵を率いて豊後国から進軍する。しかし乱は大野東人率いる官軍によって敢えなく鎮圧され、捕虜となった綱手は、同年11月1日に肥前国松浦にて広嗣ともども誅殺された。（藤原広嗣の乱）

## 系譜
- 父：藤原宇合
- 母：不詳
- 妻：秦朝元の娘
  - 男子：藤原菅継（?-791）
- 生母不詳の子女
  - 男子：藤原菅成[3]